# Јоркшир и Хамбер
Јоркшир и Хамбер (енгл. Yorkshire and the Humber) једна је од девет регија Енглеске. Грофовије које се налазе у њој су: Источни Рајдинг Јоркшира, Линколншир, Северни Јоркшир, Јужни Јоркшир и Западни Јоркшир.